# Чернявська Світлана Павлівна
Світла́на Па́влівна Черня́вська (12 лютого 1984, Біла Церква) — українська важкоатлетка, майстер спорту України міжнародного класу.

## З життєпису
Зайняла 2 місце у ваговій категорії понад 75 кілограмів на Чемпіонаті України 2011 року (Вінниця). На Чемпіонаті України 2012 року посіла перше місце у суперважкій категорії.
У квітні 2013 в ході чемпіонату Європи з важкої атлетики у Тирані (Албанія) на змаганнях серед жінок в суперважкій вазі здобула три золоті медалі — в ривку, поштовху і двоєборстві, абсолютна чемпіонка Європи.
В жовтні 2013 року на чемпіонаті у Польщі виникли проблеми при допінг-тесті, змушена віддати нагороду, через дискваліфікацію пропускає два роки змагань.